# 云南红豆杉
云南红豆杉（学名：Taxus yunnanensis），为红豆杉科红豆杉属下的一个植物种。种加词 yunnanensis 意为“云南的”。